# Osadniki Sodowe Solvay

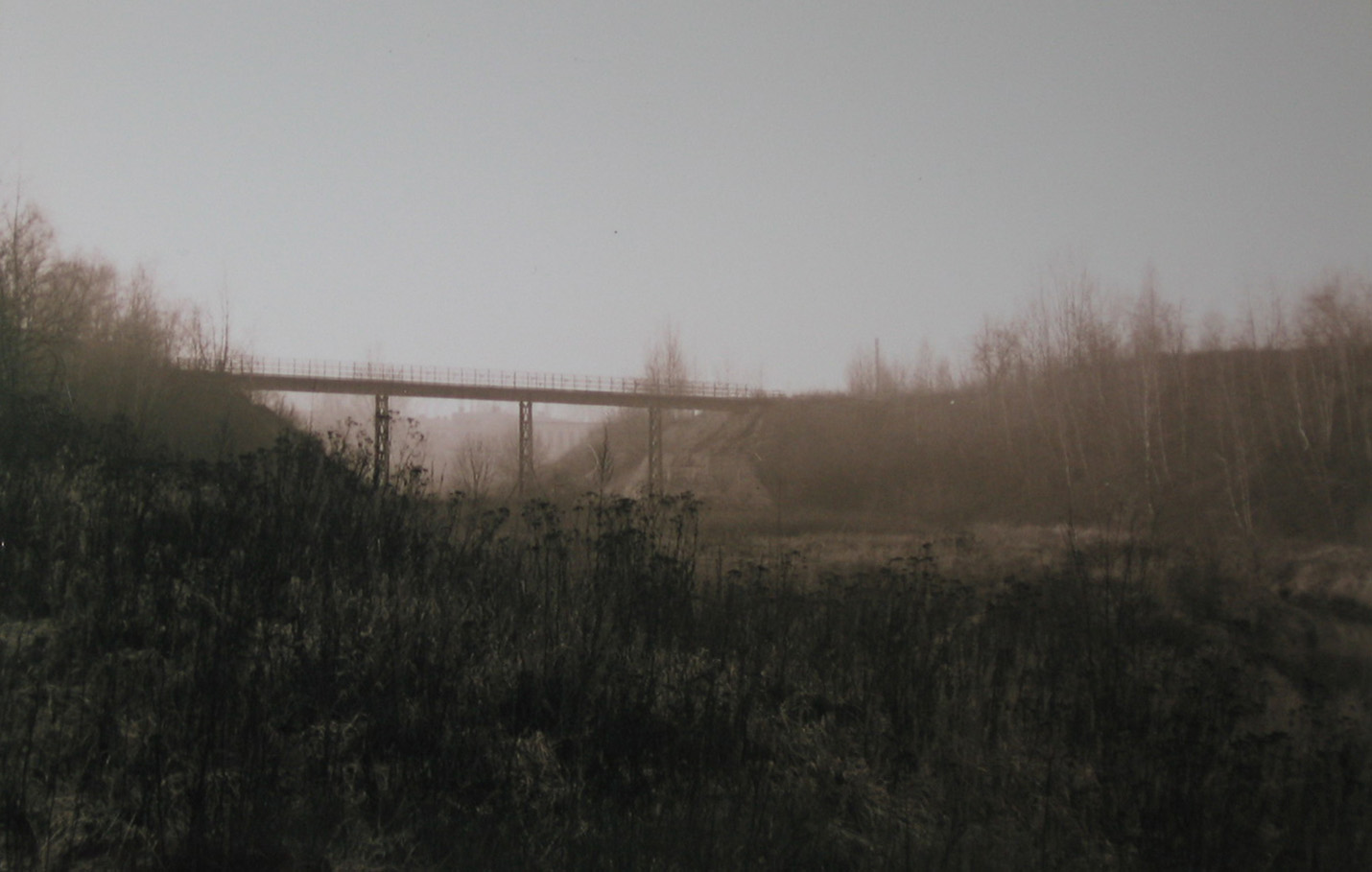
Most stalowy na Wildze.

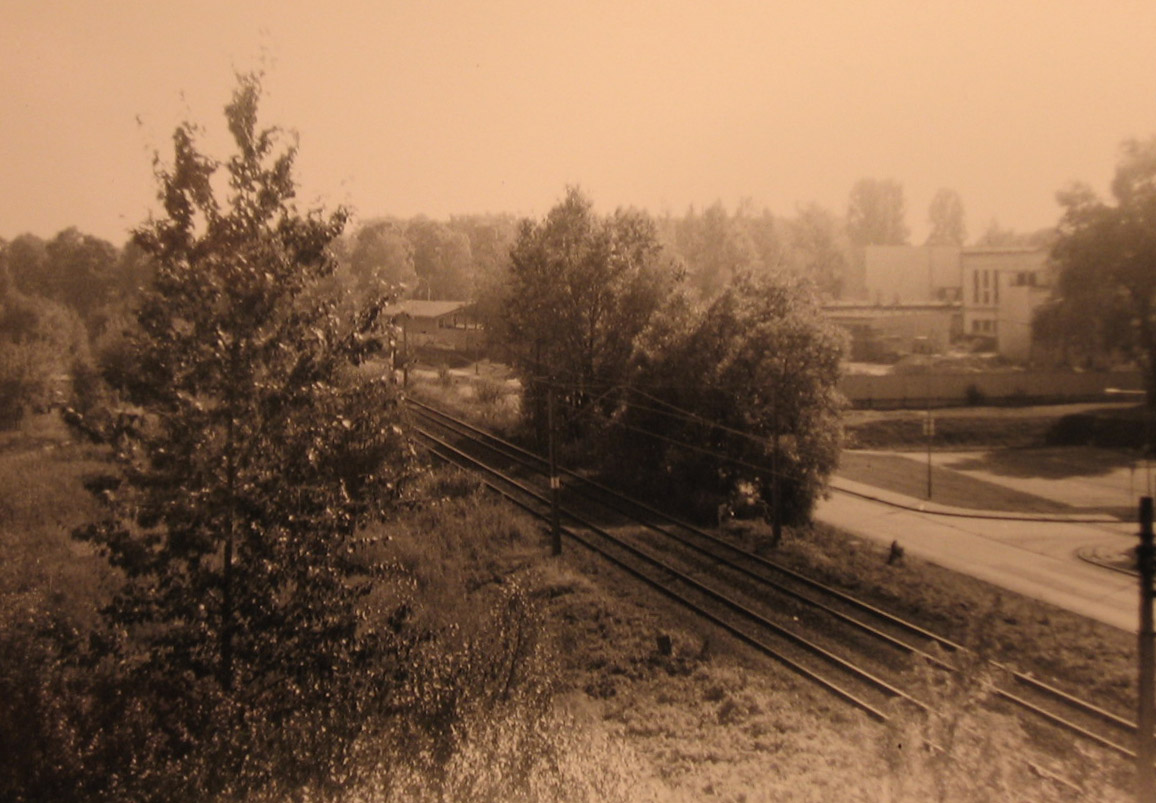
Widok z przyczółka na linię kolejową.

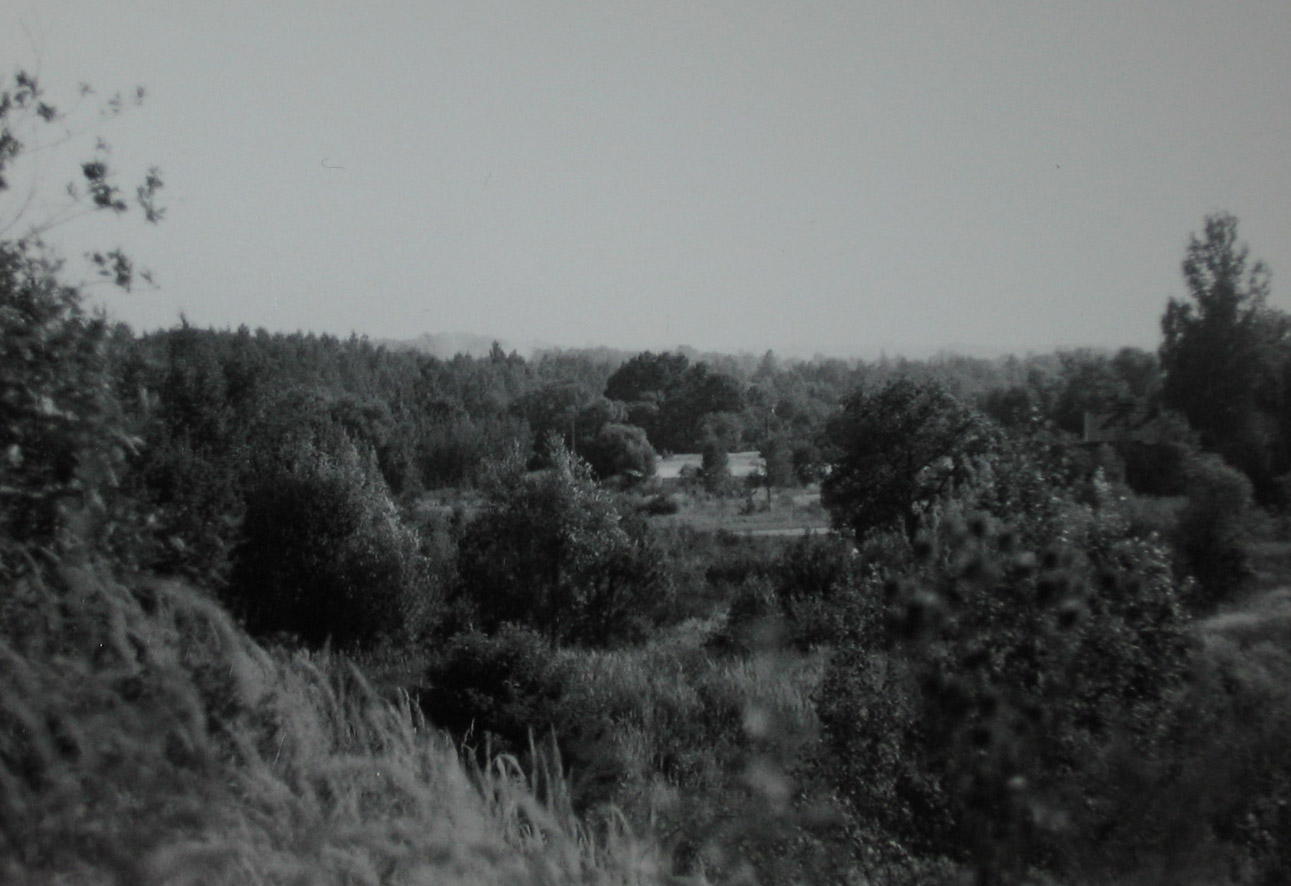
Widok ogólny na osadniki.

Osadniki Sodowe Solvay (tzw. Białe Morza) – tereny poprzemysłowe Krakowskich Zakładów Sodowych „Solvay”, położone na pograniczu Borku Fałęckiego i Łagiewnik w Dzielnicy IX w Krakowie.
Po zlikwidowaniu fabryki w 1989 r., obszar osadników stanowi ważny i bardzo charakterystyczny element dzielnicy. W wyniku przeprowadzonej tu rekultywacji terenu i częściowego zalesienia go, powstało ponad 30 ha terenów zielonych.
Obecnie na północnym osadniku znajduje się Centrum Jana Pawła II „Nie lękajcie się”.

## Położenie
Osadniki otoczone są przez ulice:
- ul. Herberta – od wschodu,
- ul. Jugowicką – od południa,
- ul. Zakopiańską – od zachodu,
- ul. Do Sanktuarium Bożego Miłosierdzia i ul. Siostry Faustyny – od północy.

Ponadto wzdłuż ich zachodniej granicy biegnie linia kolejowa nr 94 Kraków-Oświęcim.
Osadniki są przecięte na linii północ-południe rzeką Wilgą. Przez ich teren przechodzi ścieżka łącząca pobliskie osiedla (Wola Duchacka, Kurdwanów Nowy) z Centrum Handlowym „Zakopianka”. Jest to bardzo popularna wśród mieszkańców, 10-minutowa droga „na skróty”.

## Funkcja i historia powstania osadników
Osadniki służyły jako miejsce sedymentacyjnego składowania odpadów poprodukcyjnych z fabryki. Tok ich budowy obejmował usypanie żwirowo-żużlowych obwałowań, do których wlewano odpady w postaci 15-20% zawiesiny. Po opadnięciu cząstek stałych na dno, zbiornik odwadniano przy użyciu systemu rurociągów. Po wyschnięciu osadu nasypywano kolejną warstwę obwałowania i powtarzano proces. W ten sposób osadniki osiągały wysokości do 20 metrów.
Pierwsze osadniki powstały na początku lat 30. Do drugiej połowy lat 70. XX wieku powstało 15 osadników, w tym 6 dwupoziomowych.

## Osadniki obecnie
Po 17 latach od zamknięcia fabryki oraz w wyniku 10-letniej rekultywacji terenu powstały 32 ha terenów zielonych, częściowo zalesionych. Osadniki przypominają teraz strome pagórki. Teren jest bardzo popularnym miejscem spacerów, stanowi specyficzną oazę zieleni wśród otaczających go osiedli.
Znajdują się tu następujące charakterystyczne obiekty:
- most stalowy nad Wilgą, przez który prowadzi wspomniana wyżej droga do CH „Zakopianka”, ma wysokość 14 m i 4 przęsła. Jest w dobrym stanie, mimo prób demontażu na złom;
- przyczółek rozebranego (w czasie likwidacji KZS „Solvay”) mostu przy tylnej drodze wjazdowej na teren CH „Zakopianka” - obecnie przyczółek został wkomponowany w nowy przystanek osobowy na linii kolejowej 94 - Kraków Sanktuarium.
- 8-metrowy metalowy krzyż ku czci Jana Pawła II skonstruowany w kwietniu i maju 2007. Został umieszczony w miejscu dobrze widocznym z pobliskiego Sanktuarium Bożego Miłosierdzia w Krakowie-Łagiewnikach.

## Plany zagospodarowania
Najważniejszym elementem planu zagospodarowania terenów zielonych jest budowa Kopca Jana Pawła II na wzór innych krakowskich kopców. Ma on mieć wysokość ok. 50 m i średnicę podstawy 110 m.
W opracowaniu jest także kompleksowa rewitalizacja całego tego obszaru. Powstaną tu tereny rekreacyjne, w których skład wejdą:
- Park kontemplacji
- Park rekreacyjno-sportowy
- Park kultury
- Park wypoczynku
- Park rzeki Wilgi